# مناورة الملكة المقبولة
مناورة الملكة المقبولة هي افتتاحية في لعبة الشطرنج تبدأ بالحركات التالية:
1. d4 d5
2. c4 dxc4
تعتبر مناورة الملكة المقبولة الخيار الثالث الأكثر شعبية فيما يخص الخطوة الثانية للاعب الأسود، بعد 2 e6 ... (مناورة الملكة المرفوضة) و 2 c6... (الدفاع السلافي). في كل من هذه الوضعيات، على اللاعب اكمال نشر قطعه باستعمال المناورات البطيئة والدقيقة. سوف يحاول الأبيض استغلال تقدمه لاكتساب مساحة أكثر وانتشار أسرع، في حين أن الأسود سوف يدافع عن موقعه وسيحاول عكس الهجوم على جانب الملكة.
بعكس مناورة الملك، فإن مناورة الملكة لا تعتبر مناورة حقيقية لأنه في هذه الحالة إما يعاد استرجاع البيدق، أو يمكن الاحتفاظ به دون احراز تقدم يذكر. سوف يسمح الأسود باستعادة البيدق، وسيستغل عامل الوقت لكسب المركز.
مع الحركة الثانية dxc4 يقوم الأسود بالاستغناء عن المركز، وبالتالي يحاول الأبيض السيطرة على مساحة أوسع في المركز واستخدامها لشن هجوم على موقع الأسود.إلا أن للأسود حضوضا لا بأس بها في انتزاع تقدمه.ف إذا تمت السيطرة على المركز من قبل الأبيض، فسوف يحاول الأسود إضعاف بيادق مركز الأبيض للحصول على ميزة في نهاية المباراة بعد ذلك من خلال لعب c5 و cxd4 في مرحلة ما، وإذا كانت ردة فعل الأبيض هي exd4، فإن النتيجة ستكون بيدقاً معزولاً على d4 ــ والتي يمكن أن تنقلنا إلى وسط لعبة حامية الوطيس. إذا قام الأبيض بأخذ d4 بدلا من ذلك، فإنه سيتم إفراغ المركز وسينقلنا ذلك إلى لعبة عادة متساوية إلى حد ما.
تصنف موسوعة افتتاحيات الشطرنج (ECO) مناورة الملكة المقبولة تحت رموز D20 إلى D29

## تاريخ اللعبة
بالرغم من ذكر مناورة الملكة المقبولة في الكتابات القديمة منذ القرن الخامس عشر، إلا أن بطولة العالم للشطرنج 1886 بين ويليام شتاينيتز وجوهانس زوكيرتور، هي التي كانت أول فرصة لتقديم أولى الأفكار الحديثة في هذه الافتتاحية. وقد تركزت لعبة الأسود، حتى ذلك الحين، حول التمسك ببيدق c4، إلى أن قدم شتاينيتز خطة بديلة تمحورت حول إعادة البيدق، وذلك بجعل بيدق الأبيض معزولا على d4، ثم اللعب لاستغلال نقطة الضعف تلك.
وحتى مع هذه الرؤية الحديثة للعبة فقد بقيت هذه الافتتاحية محلّ ريبة من قبل العديد من اللاعبين الكبار في أوائل القرن العشرين، وذلك بالرغم من تقديم ألكسندر أليخين المزيد من الأفكار في دور الأسود وقد تم لعب هذه الافتتاحية على أعلى المستويات بدءًا من الثلاثينيات، لكنها أصبحت أقل شعبية بعد الحرب العالمية الثانية حيث أصبحت لعبة الدفاعات الهندية الأكثر شهرة حينها. وفي نهاية التسعينيات، اعتمد العديد من لاعبي النخبة حول العالم «مناورة الملكة المقبولة» في سجلاتهم، وهو ما كان له التاثير الكبير على خط سير هذه الافتتاحية.

## التفريعات الرئيسية
بعد 1.d4 d5 2.c4 dxc4 الحركة الأكثر شهرة هي 3Nf3، لكن عدة لاعبين من كبار الأساتذة الأقوياء قد لعبوا حركات أخرى. التفريعات الرئيسية المذكورة أدناه مرتبة حسب الشهرة.

### 3.Nf3
تبدأ الخطوط الرئيسية لمناورة الملكة المقبولة مع هذه الخطوة. يؤخر الأبيض تقدمه لاستعادة البيدق في وقت لاحق ويمنع الأسود من السيطرة على المركز في e5. تتم عادة استعادة البيدق من خلال 4.e3 و 5.Bxc4. ومن أكثر ردود الفعل شهرة بالنسبة للأسود 3.Nf6، على الرغم من أن ألكسندر أليخين قد ابتكر تفريعة الشكل 3.a6 والتي وتحمل اسمه.